# ۱۲۹۲ (میلادی)
۱۲۹۲ (میلادی) هزار و دویست و نود و دومین سال تقویم میلادی است.

## زادگان
- ژان ششم، امپراتور بیزانس

## درگذشتگان
‎